# Mike Ladd (Musiker)

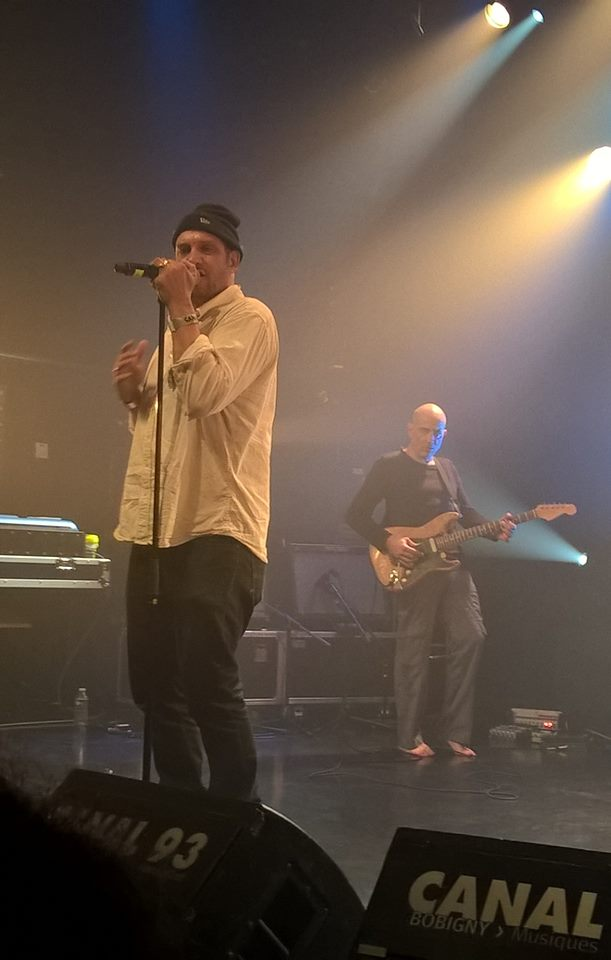
Mike Ladd und Serge Teyssot-Gay (2016)

Michael C. Ladd (* in Boston) ist ein US-amerikanischer Hip-Hop-Musiker (Vortrag, Gesang, Synthesizer, Texte), der auch in den Bereich des Jazz vorgestoßen ist.

## Werdegang
Ladd spielte während seiner Highschool-Zeit Bass und Schlagzeug in verschiedenen Garagenbands und studierte englische Literatur an der Boston University. Er wurde zunächst als Lyriker bekannt. Seine Werke erschienen in verschiedenen Literaturmagazinen und Anthologien sowie dem Buch Swing Low, Black Men Writing, und er war Gewinner des Nuyorican Poets Café Slam.
Sein erstes Album Easy Listening 4 Armageddon erschien 1997 beim Label Scratchie. Neben weiteren Alben veröffentlichte er ab 2000 unter den Namen Majesticons und Infesticons eine Trilogie, die einen fiktiven Hip-Hop-War zwischen den Kräften des Bösen – des Mainstreams – und des Guten – der Undergroundmusik – zum Gegenstand hat.
Ladd arbeitete mit Musikern und Bands wie Jackson and his Computer Band, Company Flow, Saul Williams, Terranova, Cannibal Ox, Roots Manuva, Ultra Living, DJ Mehdi oder Ken Ishii zusammen. Mit Vijay Iyer legte er mit den Alben In What Language? (2003), Still Life with Commentator (2006) und Holding It Down: The Veterans’ Dreams Project (2013) eine Trilogie vor, die sich mit den Auswirkungen der letzten Kriege in Afghanistan und dem Irak auf den Alltag in den Vereinigten Staaten beschäftigt.
Ladd war auch am Album Baldwin en transit (2023) des französischen Jazzmusikers Stéphane Payen beteiligt, das sich mit der Aktualität des Werks von James Baldwin beschäftigte.

## Diskografie (Auswahl)
- 1997: Easy Listening 4 Armageddon (mit Jeff Cordero, Latasha Natasha Diggs, Bill Green, Dennis Kelly, Jessica Care Moore und Mums the Schemer)
- 2000: Live from Paris
- 2000: Welcome to the Afterfuture (mit Charles Calello und Jeff Cordero)
- 2000: Gun Hill Road (The Infesticons) (mit Don DiLego, DJ Fred, Goldenchild, Steve Hamilton, Rob Smith und Saul Williams)
- 2003: Beauty Party (The Majesticons) (mit Keith Ailer, El-P, Murs, Hanifah Walidah und Yazeed)
- 2003: In What Language? (mit Vijay Iyer)
- 2004: Nostalgialator
- 2005: Negrophilia (mit Guillermo E. Brown, Roy Campbell und Vijay Iyer)
- 2005: Father Divine (mit Jaleel Bunton, Father Divine, Vijay Iyer und Raz Mesinai)
- 2006: The Storm
- 2006: Still Life with Commentator (mit Vijay Iyer)
- 2011: Kids and Animals (EP)
- 2013: Holding It Down: The Veterans’ Dreams Project (mit Vijay Iyer)
- 2013: Sleeping in Vilna: Why Waste Time (Ayler Records 2013, mit Dirk Rothbrust, Carol Robinson, Dave Randall)
- 2017: Emmanuel Bex / David Lescot / Elise Caron / Mike Ladd / Géraldine Laurent / Simon Goubert: La Chose Commune
- 2018: Arat Kilo, Mamani Keïta, Mike Ladd: Visions of Selam
- 2023: Mike Ladd & David Sztanke: Transatlantic (Soundtrack from the Netflix Series)
- 2023: Stéphane Payen: Baldwin en transit